# Szent Erzsébet-aggmenház
A Szent Erzsébet aggmenház egy kolozsvári öregotthon, egykori kórház. A szentpéteri templom szomszédságában áll a Magyar utca hajdani végében. Egyike annak az igen kevés kolozsvári intézménynek, amelyek a középkortól napjainkig folyamatosan működtek.

## Története
Alapításához egy legenda fűződik, mely szerint a névadó Árpád-házi Szent Erzsébet alapította. Gyökerei valószínűleg a 13. század végére nyúlnak vissza. Az ispotályra vonatkozó legrégebbi adat 1366-ból származik. 1557-ben Izabella királyné a Kőmál alján négy szőlőt és egy dohányoskertet adományozott az itt álló kórháznak. Ekkor Felsőispotálynak is nevezték, megkülönböztetésül a szomszédságában álló Alsóispotálytól (Szentlélek-ispotály). Az ispotály által gondozott szegények száma 8–35 között mozgott. Az 1660-as évek végére a két intézményt egyesítették.
1671-ben a Nagypiacra költözött, ahol biztonságosabb keretek között működhetett tovább. Az 1557 óta unitárius aggmenházat 1718-ban a katolikusok vették át, de 1768-ig az intézményt a város tanácsa irányította. Ekkor Bajtay Antal püspök elrendelte a fertőzési gócpontot jelentő ispotály kitelepítését a belvárosból‚ s minden valószínűség szerint csere útján jutottak a kiürülőben levő szentpéteri minorita rendház birtokába‚ s e főtéri házukat pedig a minoriták használták‚ amíg felépült a Belső Közép utcai templom-rendház együttesük.
A szentpéteri aggmenházba 1718-tól 1783-ig csak katolikusokat vettek fel. Az intézet élére a püspök többnyire egy-egy tekintélyes gondnok-igazgatót nevezett ki‚ akit egy számvevő ispán‚ egy orvos és egy lelkész segített a vezetésben. A szentpéteri egyházközség és az aggmenház lelki irányítása 1818-ban egyesült‚ ettől fogva ugyanaz a minorita atya végezte a lelkigondozást mindkét helyen. A rendalapító neve is ekkor került be az elnevezésbe: Szent Ferenc és Szent Erzsébet agg szegények háza. A hagyomány azonban olyan erősnek bizonyult‚ hogy az új kettős elnevezés nem tudott meggyökerezni‚ s rövidesen Szent Ferenc neve feledésbe merült az intézmény emlegetésekor.
A kórház és az aggmenház elsősorban adományokból tartotta fenn magát. Egy időben az adományok gyűjtésére szolgáló vasperselyt az ispotály előtt szerelték fel. Amikor 1820-ban megnyitották a Karolina Kórházat az Óvárban, az adományok nagy részét oda irányították, s ezt követően az intézmény kizárólagosan aggmenház lett. 
Az 1855-ös évekre az épület állapota jelentősen megromlott, ekkor döntöttek a jelenleg is álló épületkomplexum megépítéséről. Az épület román és gótikus elemeket kombináló romantikus stílusban épült. Tervezője Hottner Ferdinánd vagy Böhm János lehetett. Az épület az 1870-es években nyerte el mai alakját.
1948-ban az aggmenház állami gondozásba került‚ a kert egy részét 1958-ban a Politechnikai Intézet építkezéseihez választották le. 1973-ban épületmegosztásra került sor: a parókia helyiségeit‚ a papi lakást átírták az egyházra. Napjainkban 110 férőhelyes öregotthon működik benne, amelyet a Megyei Szociális Gondozó és Gyermekvédelmi Hatóság (Direcția Generală de Asistență Socială și Protecția Copilului, DGASPC) üzemeltet.